# Jin Yong
Louis Cha Leung-yung (chinês tradicional: 查良鏞) (Zhejiang, 6 de fevereiro de 1924 - Hong Kong, 30 de outubro de 2018) foi um escritor chinês. Mais conhecido por seu pseudônimo Jin Yong, foi um escritor e ensaísta chinês wuxia ("artes marciais e cavalaria") que cofundou o jornal diário de Hong Kong Ming Pao em 1959 e atuou como seu primeiro editor-chefe. Ele era o escritor mais famoso de Hong Kong.

### Morte
Morreu em 30 de outubro de 2018, aos 94 anos, em Hong Kong, na China.